# Fisterra (A Coruña)
Fisterra is een gemeente aan de kust op een landtong in de Spaanse provincie A Coruña in de regio Galicië met een oppervlakte van 29 km². In 2005 telde Fisterra 5042 inwoners. De Spaanse naam is Finisterre, Galicisch is Fisterra, het meest westelijke "einde van de wereld". Pas halverwege Portugal is er land dat verder naar het westen ligt.
De bekendste plek in de gemeente is de uiterste punt van het schiereilandje waar de gemeente op ligt, die Kaap Finisterre wordt genoemd.
De gemeente leeft voornamelijk van de inkomsten van het toerisme, deels bestaande uit pelgrims afkomstig uit Santiago de Compostella. Daarnaast heeft het dorp een haven en vandaar ook inkomsten uit de visvangst en de vangst van schaaldieren, waaronder eendenmosselen.
Het dorp heeft de twee bronnen van inkomsten gecombineerd in een toeristische visafslag, waar men de verkoop van vis kan volgen.

## Demografische ontwikkeling
Bron: INE, 1857-2011: volkstellingen

## Galerij

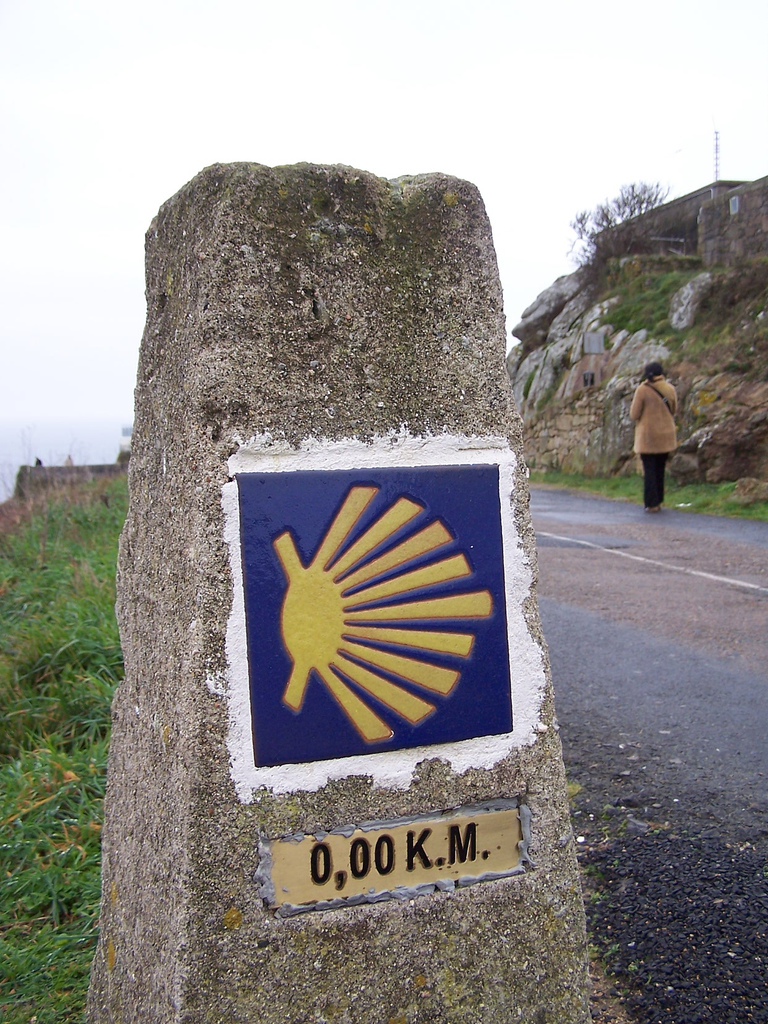
Laatste punt op de pelgrimsroute van Santiago de Compostella
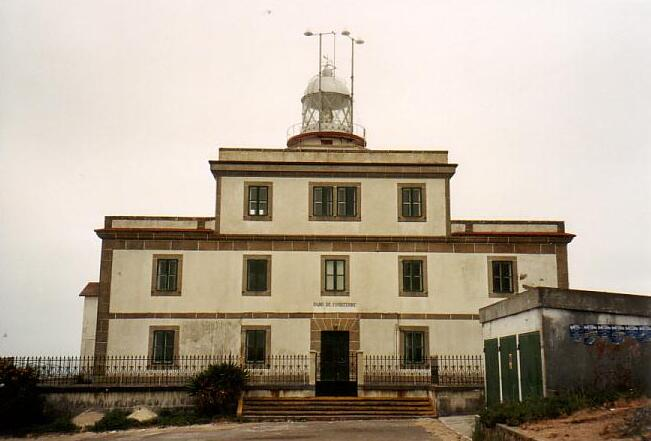
Hotel en vuurtoren op Kaap Finisterre
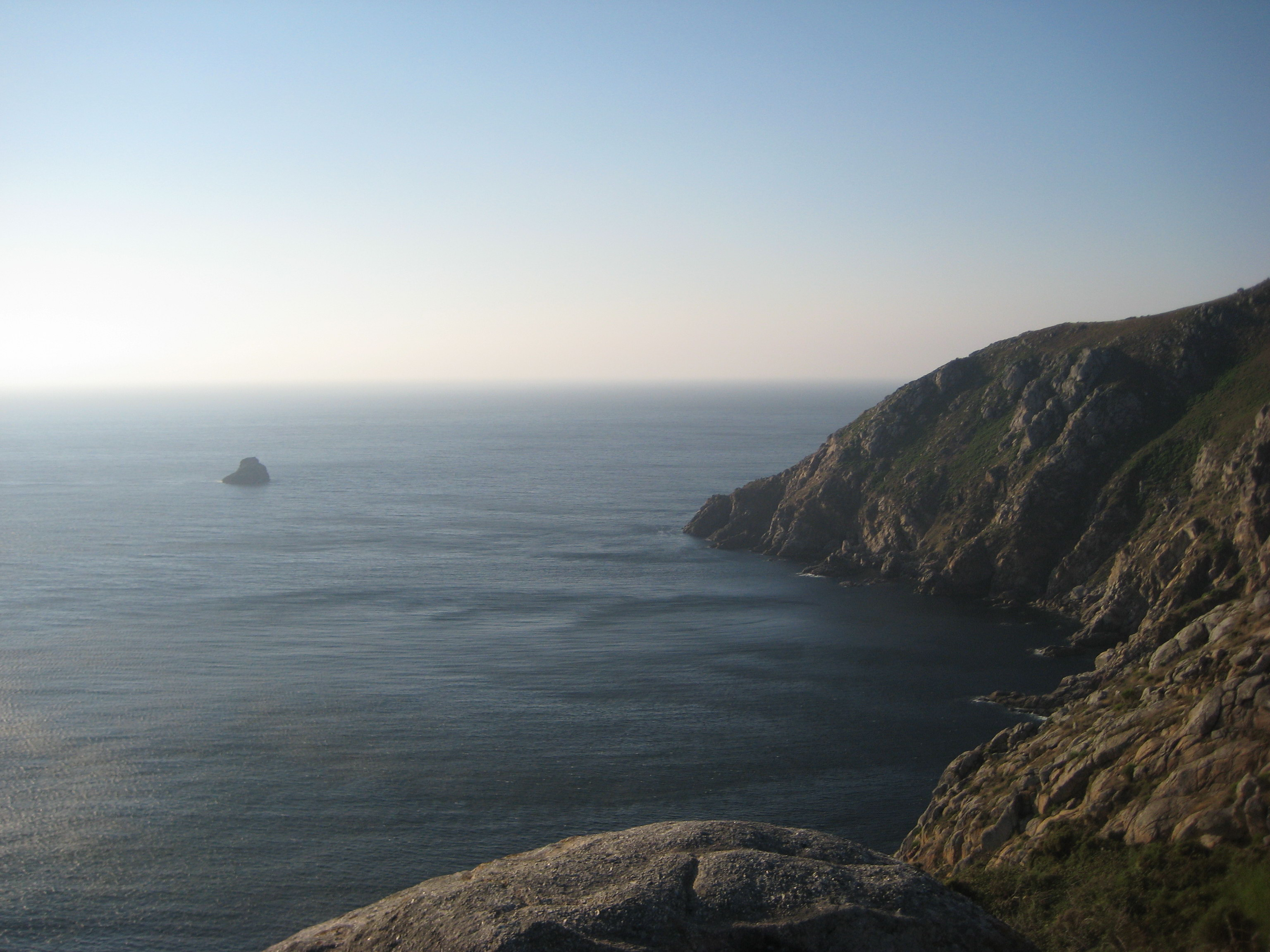
Atlantische Oceaan, gezien vanaf de zuidwestkant.

Abegondo · Ames · Aranga · Ares · Arteixo · Arzúa · A Baña · Bergondo · Betanzos · Boimorto · Boiro · Boqueixón ·  Brión · Cabana de Bergantiños · Cabanas · Camariñas · Cambre · A Capela · Carballo · Cariño · Carnota · Carral · Cedeira · Cee · Cerceda · Cerdido · Coirós · Corcubión · Coristanco ·  A Coruña · Culleredo · Curtis · Dodro · Dumbría · Fene · Ferrol · Fisterra · Frades · Irixoa · A Laracha · Laxe · Lousame · Malpica de Bergantiños · Mañón · Mazaricos · Melide · Mesía · Miño · Moeche · Monfero · Mugardos · Muros · Muxía · Narón · Neda · Negreira · Noia · Oleiros · Ordes · Oroso · Ortigueira · Outes · Oza-Cesuras · Paderne · Padrón · O Pino · A Pobra do Caramiñal · Ponteceso · Pontedeume · As Pontes de García Rodríguez · Porto do Son · Rianxo · Ribeira · Rois · Sada · San Sadurniño · Santa Comba · Santiago de Compostella · Santiso · Sobrado · As Somozas · Teo · Toques · Tordoia · Touro · Trazo · Val do Dubra · Valdoviño · Vedra · Vilarmaior · Vilasantar · Vimianzo · Zas